# Nina Guo Zheng
 (mars 2025).
Motif : Ne répond pas aux critères du projet tennis de table Projet:Tennis de table/Évaluation/Comité#Pour les joueurs et joueuses
- Archive Wikiwix
- Bing
- Cairn
- DuckDuckGo
- E. Universalis
- Gallica
- Google
- G. Books
- G. News
- G. Scholar
- Persée
- Qwant
- (zh) Baidu
- (ru) Yandex
- (wd) trouver des œuvres sur Wikidata

| 1. | Préciser le motif de la pose du bandeau. | Précisez le motif de la pose du bandeau en utilisant la syntaxe suivante : {{admissibilité à vérifier\|date=août 2025\|motif=remplacez ce texte par le motif}}                      |
| 2. | Informer les utilisateurs concernés.     | Pensez à avertir le créateur de l'article, par exemple, en insérant le code ci-dessous sur sa page de discussion : {{subst:avertissement admissibilité à vérifier\|Nina Guo Zheng}} |

Nina Guo Zheng, née le 13 juin 2010, est une joueuse de tennis de table française.

## Biographie
Sa mère est Yuan Zheng, ancienne 10e au classement mondial.

## Carrière
Avant 2025, Nina Guo Zheng participa à plusieurs championnats. Elle gagne 3 médailles lors de championnats mondiaux, 5 lors de compétitions européennes. Le 25 mars 2025, elle est classée nº16 mondiale féminin U19. A la même date, elle est classée nº1 mondiale U19 en double.
En 2023, avec Nathan Pilard, ils gagnent l’épreuve double mixte du championnats d'Europe jeunes de tennis de table.
En duo avec la française Léana Hochart, elle atteint les quarts de finale du championnats d'Europe de tennis de table 2024.
Nina Guo Zheng a remporté, à 14 ans, la médaille de bronze en simple dames seniors aux Championnats de France de tennis de table 2025.